# Open Aeroflot
L'Open Aeroflot (Аэрофлот-опен) è un torneo di scacchi aperto a tutti i partecipanti che si gioca a Mosca dal 2002, sponsorizzato dalla compagnia aerea russa Aeroflot.
Organizzato dalla Federazione scacchistica russa, è uno dei più prestigiosi open di scacchi del mondo. Alla prima edizione parteciparono 80 Grandi Maestri, ma già nella seconda erano saliti a 150. Solitamente si gioca nella seconda metà di febbraio con il sistema svizzero su nove turni. Dal 2003 il vincitore viene invitato al torneo di Dortmund, che si gioca in luglio. Nelle edizioni recenti si sono giocati anche i tornei B e C.
All'edizione del 2008 hanno partecipato 66 giocatori nel torneo A (di cui 64 Grandi Maestri) e 92 nel torneo B.
Nel 2013 è stato disputato a cadenza veloce, rapid e blitz
Il torneo, sospeso nel 2014, è stato disputato nuovamente a Mosca con la tredicesima edizione nella primavera del 2015.

## Albo d'oro del torneo
| #  | Anno | Vincitore                                        | Punti |
| -- | ---- | ------------------------------------------------ | ----- |
| 1  | 2002 | Grigorij Kajdanov                                | 6,5   |
| 2  | 2003 | Viktor Bologan                                   | 7     |
| 3  | 2004 | Sergej Rublëvskij                                | 7     |
| 4  | 2005 | Emil Sutovskij                                   | 6,5   |
| 5  | 2006 | Baadur Jobava                                    | 6,5   |
| 6  | 2007 | Evgenij Alekseev                                 | 7     |
| 7  | 2008 | Jan Nepomnjaščij                                 | 7     |
| 8  | 2009 | Étienne Bacrot                                   | 6,5   |
| 9  | 2010 | Lê Quang Liêm                                    | 7     |
| 10 | 2011 | Lê Quang Liêm                                    | 6,5   |
| 11 | 2012 | Mateusz Bartel                                   | 6,5   |
| 12 | 2013 | Sergej Karjakin (Rapid) Jan Nepomnjaščij (Blitz) | -     |
| 13 | 2015 | Jan Nepomnjaščij                                 | 7     |
| 14 | 2016 | Evgenij Naer                                     | 6,5   |
| 15 | 2017 | Vladimir Fedoseev                                | 7     |
| 16 | 2018 | Vladislav Kovalëv                                | 7     |
| 17 | 2019 | Kaido Külaots                                    | 7     |
| 18 | 2020 | Aydin Suleymanli                                 | 6,5   |
| 19 | 2024 | Amin Tabatabaei                                  | 7,5   |
| 20 | 2025 | Jan Nepomnjaščij                                 | 7     |

## Plurivincitori
- 4 titoli: Jan Nepomnjaščij[3]
- 2 titoli: Lê Quang Liêm